# Levensrecht
Levensrecht («Derecho a la vida») es el nombre de una revista holandesa de y para homosexuales. Los primeros planes para su publicación son de la segunda mitad de 1939. La redacción estaba formada por Jaap van Leeuwen y Niek Engelschman, que escribían bajo los seudónimos Arent van Santhorst y Bob Angelo; el tercer fundador fue Hann Diekmann. Comenzaron la publicación con los atributos imprescindibles: sus nombres, un número de cuenta bancaria y un mimeógrafo. Inicialmente, la revista debía haberse llamado Ons leven («Nuestra vida»), pero se decidió poner el nombre Levensrecht («Derecho a la vida»), siguiendo el ejemplo la revista homosexual suiza Menschenrecht («Derecho humano»).
El círculo de potenciales lectores de la revista se reunió el 14 de enero de 1940 en el hotel-restaurante Atlantic, en Ámsterdam. Esa reunión será la simiente de lo que luego llegó a ser el Nederlandse Vereniging tot Integratie van Homoseksualiteit COC, la principal asociación LGBT de los Países Bajos. Entre los participantes, aparte de los fundadores de la revista, se encontraban Johan Ellenberger, el funcionario colonial y escritor Joannes Henri François, el antiguo oficial y miembro del Comité Científico Humanitario de los Países Bajos Willem van Maanen, el periodista Tom Rot, el autor Jef Last, el psiquiatra Flip Tuyt, el empleado de seguros André Geus y el joven de 20 años W. H. Boomgaard.
Bajo el nombre de Levensrecht apareció el primer número en marzo de 1940. Con la invasión de los Países Bajos por Alemania dos meses más tarde, no se pudo distribuir el tercer número. La publicación sólo se pudo continuar tras la Guerra. La lista de abonados, unos 190 nombres y direcciones, fue destruida por miedo a que cayese en manos alemanas. Los temores se vieron confirmados con la confiscación y destrucción de la biblioteca del Comité Científico Humanitario de los Países Bajos, que se encontraba en casa de Jacob Schorer en junio de 1940. 
Van Leeuwen tenía memorizados todos los nombres y direcciones, lo que resultó práctico cuando en 1946, Van Leeuwen y Engelschman relanzaron la revista. En septiembre de 1946 apareció el número 4. De nuevo, los lectores fueron la base para una nueva asociación, que tomó el nombre de Shakespeareclub.
La revista continuó bajo el nombre de Levensrecht hasta finales de 1947. El gobierno estaba en contra de los anuncios de contactos, que podían llevar a la fornicación, lo que provocó la prohibición. Más tarde, tras algunos problemas con la policía, se comenzó la publicación de una nueva revista, llamada Vriendschap («Amistad»), que continuó publicándose hasta 1964. La nueva revista no tenía anuncios de contactos; pero se añadían hojas sueltas copiadas con contactos.